# Couternon
 Couternon  là một xã ở tỉnh Côte-d’Or trong vùng Bourgogne, phía đông nước Pháp. Khu vực này có độ cao từ 211-229 mét trên mực nước biển.